# David Zonana
Pour les articles homonymes, voir Zonana.
David Zonana, né en 1989 à Mexico (Mexique), est un réalisateur, scénariste et producteur mexicain.

## Filmographie partielle

### Au cinéma (réalisation et scénario)
- 2014 : Princesa (court métrage, également monteur )
- 2016 : Sangre alba (court métrage, également monteur)
- 2017 : Brother (court métrage, également monteur)
- 2019 : Mano de obra (Workforce)
- 2023 : Heroico

## Récompenses et distinctions
- (en) David Zonana: Awards, sur l'Internet Movie Database